# B-세포 림프종
B-세포 림프종(영어: B-cell lymphoma)은 B 세포에 영향을 미치는 유형의 림프종이다. 림프종은 림프절에서의 "혈액암"이다. 이들은 노인과 면역력이 약화된 개인에서 더 자주 발생한다.
B 세포 림프종은 호지킨 림프종과 대부분의 비호지킨 림프종을 포함한다. 이들은 전형적으로 저등급 및 고등급으로 분류되며, 전형적으로 저성장 림프종과 공격성 림프종에 각각 해당한다. 일반적으로, 무증상 림프종은 치료에 반응하고 수년동안 장기간 생존하면서 조절(완화) 상태로 유지되지만 치료되지는 않는다. 공격성 림프종은 일반적으로 집중 치료법을 필요로 하며 일부는 영구적인 치료 가능성이 높다.
예후와 치료는 단계와 등급뿐 아니라 특정 유형의 림프종에 달려 있다. 치료에는 방사선 및 화학요법이 포함된다. 초기 단계의 저성장성 B 세포 림프종은 종종 장기적인 방사선만으로 재발없이 치료할 수 있다. 초기 단계의 공격성 질병은 70-90%의 치료 속도로 화학 요법과 방사선으로 치료된다. 말기 무증상 림프종은 때때로 진행되지 않을 때까지 치료되지 않고 모니터링 된다. 후기 단계의 공격성 질병은 70% 이상의 치료 속도로 화학 요법으로 치료된다.

## 종류

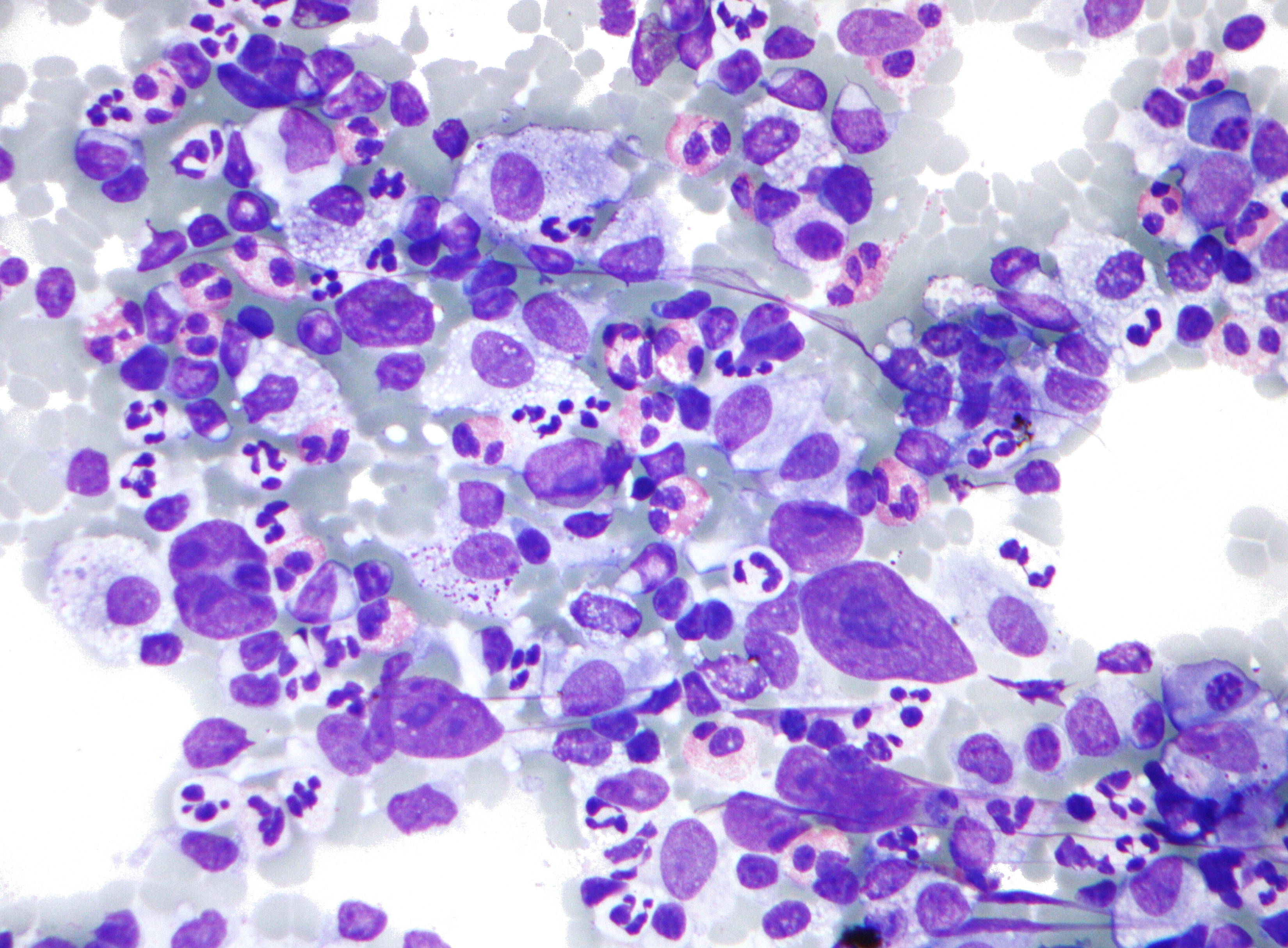
호지킨 림프종, 일반적으로 다른 B 세포 림프종과 분리된 것으로 간주되는 B 세포 림프종의 유형을 보여주는 현미경 사진. 필드염색.

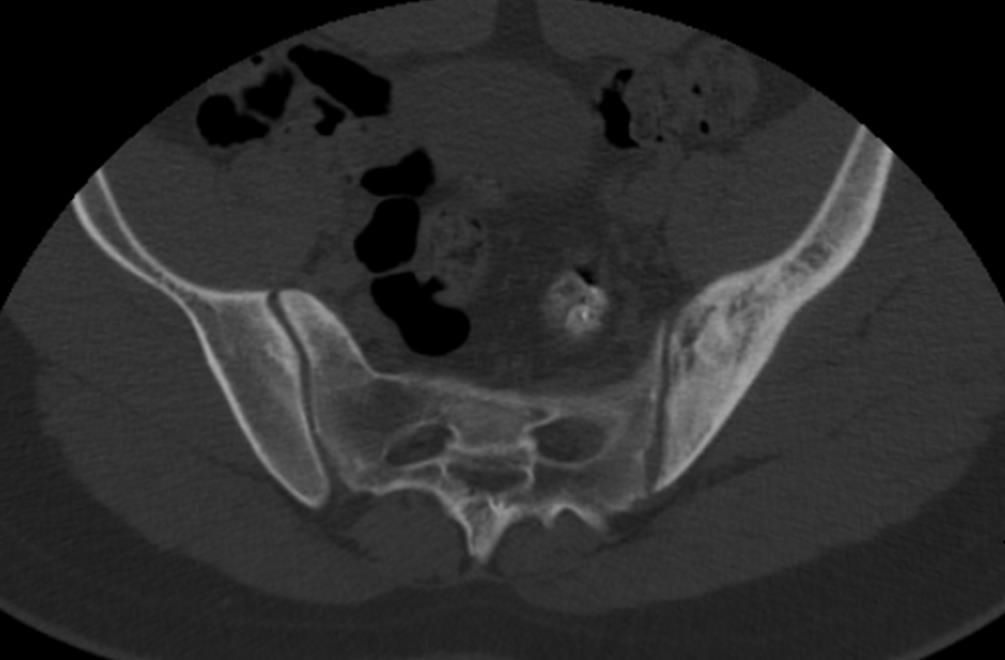
CT scan of primary B cell lymphoma in the left ilium, as diffuse cortical and trabecular thickening of the hemipelvis, mimicking Paget's disease.

B 세포와 관련된 수많은 종류의 림프종이 있다. 가장 일반적으로 사용되는 분류 시스템은 WHO 분류로, 하나 이상의 오래된 분류시스템이 복합된 것이다.

### 흔한 경우
비호지킨 림프종 환자 4명 중 거의 3명은 다음에 열거된 5가지 중 한가지이다.
- 확산성 거대 B 세포 림프종 (Diffuse large B-cell lymphoma: DLBCL)[4]
- 여포성 림프종 (Follicular lymphoma)
- 한계구역(Marginal zone) B 세포 림프종 (MZL) 또는 점막 관련 림프 조직 림프종 (MALT)
- 소림프구성 림프종 (또는 chronic lymphocyte leukemia, CLL)로 잘 알려져 있다) (
  - Small lymphocytic lymphoma (또는 chronic lymphocytic leukemia, CLL)
- 외투세포 림프종 (MCL)

### 희귀한 경우
밑에 열거된 형태는 자주 발생되지 않는다.
- DLBCL 변형 또는 하위 유형 (sub-type)
  - 원발 종격동(Primary mediastinal) (흉선)(thymic) 큰 B 세포 림프종
  - T 세포/조직이 풍부한 큰 B 세포 림프종
  - 원발성 피부 확산성(primary cutaneous diffuse) 큰 B- 세포 림프종, 다리 유형 (1 차 피부 DLBCL, 다리 유형)
  - 노인의 EBV 양성 확산성 큰 B 세포 림프종
  - 염증과 관련된 확산성 큰 B 세포 림프종
- 버킷 림프종(Burkitt's lymphoma)
- Waldenström의 macroglobulinemia(Waldenström's macroglobulinemia) 로 나타날 수있는 림프종양 림프종(Lymphoplasmacytic lymphoma)
- 결절 주변부 B 세포 림프종(<a href="https://en.wikipedia.org/wiki/Nodal_marginal_zone_B_cell_lymphoma" rel="mw:ExtLink" data-linkid="82" class="cx-link" title="Nodal marginal zone B cell lymphoma">Nodal marginal zone B cell lymphoma</a>) (NMZL)
- 비장 변연부 림프종(Splenic marginal zone lymphom, SMZL)
- 혈관 내 큰 B 세포 림프종(Intravascular large B-cell lymphoma)
- 원발성 삼출 림프종(Primary effusion lymphoma)
- 림프종 육아 종증(Lymphomatoid granulomatosis)
- 원발 중추 신경계 림프종(Primary central nervous system lymphoma)
- ALK- 양성 큰 B- 세포 림프종(ALK-positive large B-cell lymphoma)
- 형질 아세포 림프종(Plasmablastic lymphoma)
- HHV8 관련 다 심성 Castleman 's disease에서 발생하는 큰 B 세포 림프종(Large B-cell lymphoma arising in HHV8-associated multicentric Castleman's disease)
- B- 세포 림프종, 확산 성 큰 B- 세포 림프종과 버킷 림프종 사이의 중간 특징으로 분류 할 수 없음(B-cell lymphoma, unclassifiable with features intermediate between diffuse large B-cell lymphoma and Burkitt lymphoma)
- 확산 성 대형 B- 세포 림프종과 고전적 호 지킨 림프종 사이의 중간 특징으로 분류 할 수 없는 B- 세포 림프종(B-cell lymphoma, unclassifiable with features intermediate between diffuse large B-cell lymphoma and classical Hodgkin lymphoma)

### 다른 경우
또한 일부 연구자들은 AIDS 관련 림프종과 같은 다른 면역계 장애로 인한 것으로 보이는 림프종을 따로 분리한다.
고전적인 호지킨 림프종 및 결절림프구 우세 호지킨 림프종(<a href="https://en.wikipedia.org/wiki/Nodular_lymphocyte_predominant_Hodgkin's_lymphoma" rel="mw:ExtLink" data-linkid="108" class="cx-link" title="Nodular lymphocyte predominant Hodgkin's lymphoma">nodular lymphocyte predominant Hodgkin's lymphoma</a>)은 이제 B-세포 림프종의 형태로 간주된다.

## 관련 염색체 전좌
immunoglobulin heavy locus (IGH @)와 관련된 염색체 전좌(Chromosomal translocations)는 여포성 림프종, 맨틀세포 림프종 및 버킷 림프종을 포함한 많은 B-세포 림프종에 대한 전형적인 세포 유전적 이상이다. 이러한 경우 면역 글로불린 중질 유전자좌(Ig heavy chain locus)는 증식성 또는 항-아포토시스 능력을 갖는 다른 단백질과 융합단백질을 형성한다. 일반적으로 B 세포가 대량의 항체 생산을 하게하는 기능을하는 면역 글로불린 중 유전자좌의 인핸서(enhancer) 요소는 이제 융합 단백질의 대량 전사를 유도하여 융합 단백질을 함유하는 B 세포에 과도한 증식 또는 항-아포토시스 효과를 초래한다.
버킷림프종 및 맨틀세포 림프종에서는, 융합의 다른 단백질은 각각 c-myc (염색체 8) 및 사이클린 D1 (염색체 11)이며, 이는 융합 단백질 증식성 능력을 제공한다. 여포성 림프종에서, 융합 단백질이 Bcl-2 (염색체 18)이면, 이는 융합 단백질 항-아포토시스 능력을 제공한다.

## 참조
- 리히터의 변화
- T 세포 림프종